# Призрак Оперы (фильм, 1983)
«Призрак Оперы» — телевизионный фильм, снятый американским режиссёром Робертом Марковицем в 1983 году по мотивам классического произведения Гастона Леру.

## Сюжет
Первая половина XX века, Будапешт. Недавно женившийся дирижёр Шандор Корвин души не чает в своей молодой супруге Елене и мечтает о её звёздной карьере оперной певицы. Однако в будапештской опере успех во многом определяется тем, согласна ли женщина стать любовницей хозяина — барона Хуньяди. Елена отказывается от этой унизительной роли, тогда её дебют в опере «Фауст» срывают Хуньяди клакеры, а подкупленный критик пишет разгромную статью. В отчаянии, певица бросается в реку и погибает в бурных водах. Корвин начинает мстить — он отрубает предводителю клакеров руку, а критика, когда тот отказывается публично признать участие барона в этом деле, убивает во время борьбы. Однако дирижёр случайно попадает в разлившуюся серную кислоту, и теперь его лицо и руки безнадёжно обезображены. Рабочий сцены Лайош помогает дирижёру спрятаться в обширных катакомбах, расположенных под зданием оперы. В итоге Шандор Корвин становится «Призраком Оперы».
Проходит несколько лет. В театре готовится очередная постановка «Фауста», однако приехавший из Лондона режиссёр Майкл Хартнелл не может найти общего языка со страдающей звёздной болезнью примадонной Бригитой Бьянчи, по совместительству очередной любовницей Хуньянди. Тогда постановщик решается на прослушивание дублёрш примы. Неожиданно его внимание привлекает молодая актриса Мария Джанелли, американка итальянского происхождения. Впрочем, талант девушки обращает на себя внимание и Шандора Корвина, который находит в ней поразительное сходство с своей умершей женой. Бывший дирижёр снимает для Марии дом, где занимается с ней вокалом, однако всё происходящее актриса должна хранить в тайне. Однако певица вступает в романтические отношения с Хартнеллом, что вызывает ревность у Корвина. «Призрак Оперы» начинает угрожать режиссёру, тогда Майкл отменяет дебют Марии и создаёт видимость успешной работы с Бригитой Бьянчи. Однако в этот момент Корвин расправляется с Хуньяди, тело которого подвешивает к декорациям. Марию уже Призрак утаскивает в свои чертоги.
Хартнелл случайно слышит об истории Корвина и понимает, что именно бывший режиссёр является таинственным злодеем. Несмотря на скепсис полицейского инспектора, Майкл находит проход в катакомбы, где и обнаруживает Марию. Теперь дело за Призраком. Планируется, что его должны арестовать на показе «Фауста», а Джанелли должна стать приманкой. Однако у Корвина свой план — он пытается сбросить тяжёлую люстру на инспектора, однако в последний момент замечает, что его место в партере заняла Мария. Тогда он предупреждает девушку, а сам погибает во время падения люстры…

## В ролях
- Максимилиан Шелл — Шандор Корвин
- Джейн Сеймур — Елена Корвин / Мария Джанелли
- Майкл Йорк — Майкл Хартнелл
- Джереми Кемп — барон Хуньяди
- Дайана Куик — Бриджита Бьянчи
- Филип Стоун — Краус
- Пол Брук — инспектор